# Érik Comas
Érik Comas (Romans-sur-Isère, Drôme, Francuska, 28. rujna 1968.) je francuski vozač automobilističkih utrka. U Francuskoj Formuli 3 postao je prvak 1988. Godine 1990. osvojio je naslov prvaka u Formuli 3000 za momčad DAMS, a 1998. i 1999. naslove u Super GT prvenstvu. U Formuli 1 je nastupao od 1991. do 1994., a najbolji rezultat mu je 5. mjesto na Velikoj nagradi Francuske 1992. U kvalifikacijama za Veliku nagradu Belgije iste godine, Comas je imao incident, a veliku ulogu u njegovom spašavanju je imao Ayrton Senna. U Svjetskom prvenstvu u reliju je upisao jedan nastup u Australiji 2000., u automobilu Mitsubishi Lancer Evolution, ali utrku nije završio.

## Vanjske poveznice
- Erik Comas - Driver Database
- Erik Comas - Stats F1